# Praga E-114

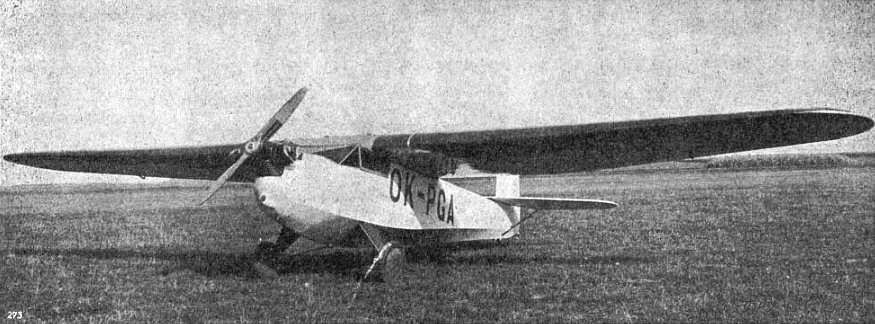
Praga E-114, prototyp OK-PGA (Letectví, říjen 1934)

Praga E-114 Air Baby byl československý jednomotorový sportovní a cvičný hornoplošník z třicátých let 20. století. Bylo to jedno z nejrozšířenějších a nejoblíbenějších sportovních letadel v historii československého letectví.

## Vznik a vývoj
Původní projekt E-46 s otevřenou kabinou přepracoval ing. Jaroslav Šlechta na celodřevěný hornokřídlý samonosný jednoplošník s uzavřenou kabinou se sedadly vedle sebe. Bylo to druhé, sportovní letadlo z produkce letadlového oddělení Praga společnosti Českomoravská Kolben-Daněk a.s., Praha-Karlín (po letounu Praga BH-111). První prototyp poprvé vzlétl v srpnu 1934 (OK-PGA, imatrikulován byl 27. září 1934) ještě s hranatým překrytem kabiny, s velkými koly podvozku a byl vybaven americkým plochým dvouválcovým motorem Aeronca E-113A o výkonu 26,5 kW/35 k, který byl záhy zaměněn za plochý dvouválcový motor chlazený vzduchem Praga B konstruktéra Bohuslava Šimůnka o nominálním výkonu 18 kW/24 k a vzletovém 26,5 kW/36 k. Sériové letouny vyráběné od roku 1935 byly osazeny upravenou verzí motoru, Praga B-2 o výkonu 31-34 kW/42-46 k.

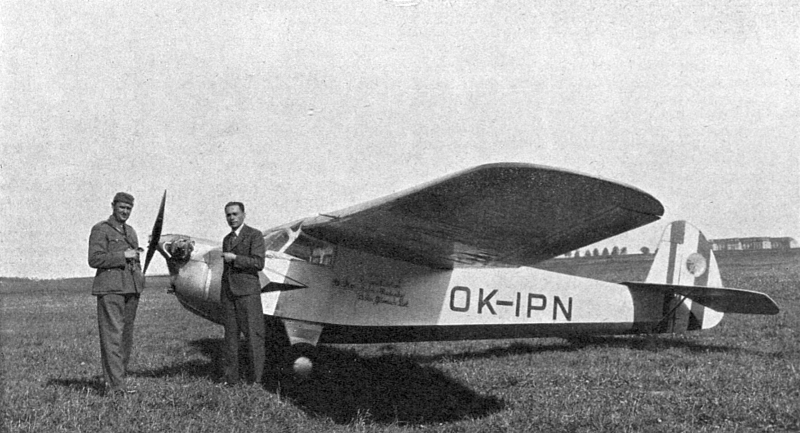
Praga E-114 (OK-IPN), kpt. Fuksa a ing. Havránek (Letectví, červen 1936)

Světové veřejnosti byl letoun E-114B představen v prosinci 1934 na pařížském aerosalonu a také byl předveden ve vzduchu, jednoduchými akrobatickými prvky. Pak se účastnil četných leteckých dnů a letů po republice. V dubnu 1935 byl vystaven na světové výstavě v Bruselu, kde získal zlatou medaili. Do Prahy se tento "výstavní" letoun vrátil až po skončení výstavy, v listopadu 1935. Praga názvem Air Baby zdůrazňovala jeho příbuzné vlastnosti a určení s tehdy populárním lidovým automobilem Praga Baby (1934).   
Ministerstvo národní obrany (MNO) o letoun projevilo zájem, požadovalo však prověrku výkonů a vlastností ve Vojenském technickém a leteckém ústavu (VTLÚ), kterou prototyp podstoupil s četařem Řechkou v březnu 1935. V závěrečné zprávě byly vyzdviženy výborné letové vlastnosti, stabilita i hospodárnost provozu. Pod dohledem komisařů Ministerstva veřejných prací (MVP) proběhly zkoušky E-114 na letišti v Letňanech od 29. května do 1. června 1935, certifikát obdržel 13. června.   
Sériová výroba letounů „Air Baby“ s motorem Praga B2 byla zahájena v létě 1935. Letoun v. č. 101 imatrikulovaný OK-LAD 13. června 1935 byl již poháněn novým motorem, plochým dvouválcem chlazeným vzduchem Praga B2 o výkonu 29-34 kW/40-46 k ing. Bohuslava Šimůnka. Další imatrikulovaný stroj (v. č. 103, OK-LAF) byl určen rovněž pro MLL Praha. O dva dny později obdržel imatrikulaci (15. 6. 1935) tovární stroj ČKD-Praga (v. č. 106, OK-PGB).  Posledního července byl imatrikulován E-114 (OK-IPN) létající v pražské pobočce Aeroklubu RČs. Celkem bylo v roce 1935 zhotoveno v karlínském závodě ČKD-Praga 22 letadel E-114, z nichž 20 bylo zakoupeno z prostředků získaných z Národní letecké sbírky.
V srpnu 1935 se tovární stroj imatrikulace OK-PGB s pilotem Vladislavem Košťálkem a ing. Jaroslavem Šlechtou vydal na předváděcí turné západní Evropou, které nalezlo odezvu v zájmu společnosti F. Hills & Sons Ltd. z Manchesteru o sériovou výrobu. Koncem října byl do Velké Británie prodán vzorový kus (v. č. 107, OK-PGC, 27. listopadu 1935 přeimatrikulován na G-ADXL, 6. května 1936 prodán do Jihoafrické republiky/ZS-AHL) s původní pohonnou jednotkou Praga B, jejíž licenční výrobu převzala automobilka Jowett Cars Ltd. v Bradfordu. Prototyp Hillson Praga (G-AEEU) byl úspěšně zalétán a imatrikulován 21. dubna 1936. Firma v letech 1936-1938 vyprodukovala celkem třicet devět exemplářů E-114. Databáze ASN Aviation Safety Database uvádí 9 havárií s letouny Hillson Praga, které se odehrály v letech 1937-1957. Nejvážnější se odehrála 29. května 1939 nedaleko Balderstonu (Lancashire), při níž zahynula dvoučlenná posádka (David Johnstone a pilot David Ferguson). Letounu imatrikulace G-AEUK se za letu odlomilo křídlo a spirálou se zřítil do pole nedaleko farmy Kirkholt Farm.

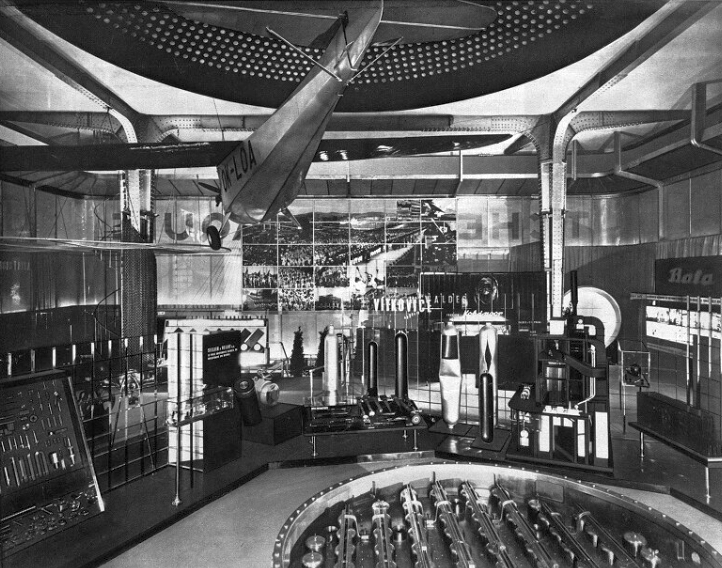
Praga E-114 (OK-LOA) na Světové výstavě v Paříži 1937

Koncem srpna 1935 (23.- 29.8.) vykonal na letounu E-114 pilot pplk. Josef Heřmanským společně s ing. Zeleným etapový let přes Německo (Norimberk, Frankfurt, Kolín n. R.) do belgického Bruselu. Druhý a třetí den pokračovali do jihoanglického Lympe, kam však posádka přilétla vinou špatného počasí až po zahájení mezinárodní letecké rallye Cinque Ports Flying Club, takže se soutěže nemohli účastnit. Z Folkestonu pak letěli zpět přes Francii (St. Inglevert, Lille), Brusel, Kolín n.R. a Frankfurt zpět do Prahy. Nalétali přes 2400 km. 

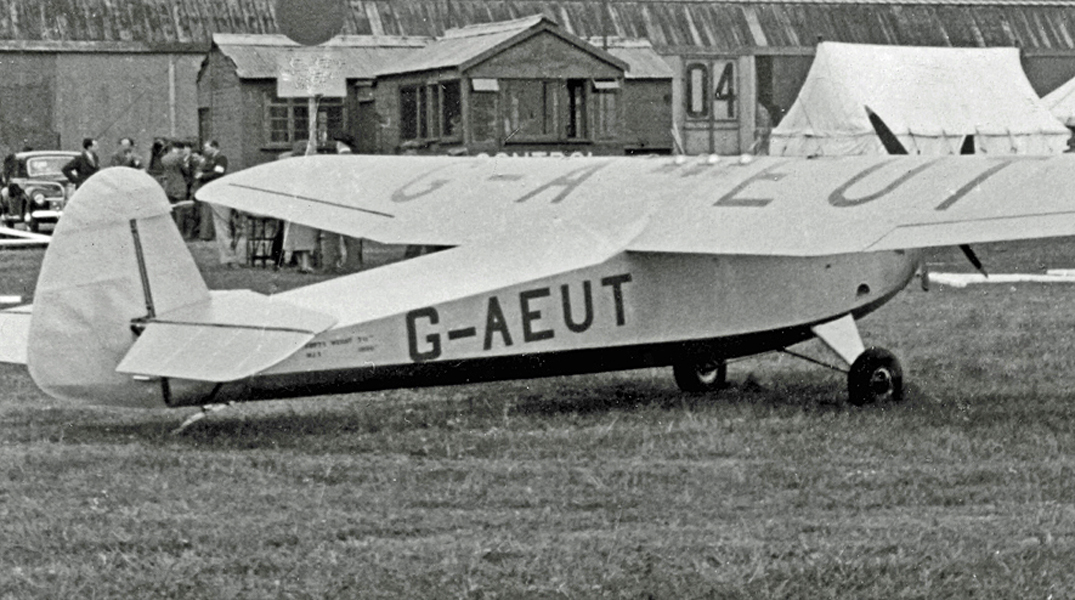
Hillson Praga (G-AEUT), 1952

Od března 1936 pokračovaly dodávky E-114 motorovým letkám Masarykovy letecké ligy (MLL) a pobočkám aeroklubu, v červnu předal pilot Jaroslav Polma jeden stroj íránskému šachovi. Dalším exportním úspěchem byla dodávka dvou strojů Praga E-114 do Francie (OK-PGE a F-APDD) a dodávka šesti strojů rumunskému ministerstvu obrany realizovaná v průběhu roku 1937. Jeden z těchto letounů létal s civilní imatrikulací YR-AIH (Association Aeronautic CFR). Do Rumunska byla následně prodána rumunskému ministerstvu vzduchu a námořnictva i licence na výrobu letounu i motoru Praga B. Ta však nebyla Rumunskem využita.
V létě roku 1936 byl zkoušen prototyp s novým trupem a kabinou pro čtyřčlennou osádku označený Praga E-214 s motorem Pobjoy R o výkonu 55 kW, do sériové výroby se však nedostal. Z varianty E-114D byl v roce 1937 vyvinut prototyp označený Praga E-115. Vyznačoval se se "zjemnělými" tvary a hlavně silnějším motorem Praga B-II. Do sériové výroby se však letoun E-115 nedostal. Avšak prototyp Praga E-115 pilotován Janem Anderlem dosáhl ve dnech 18.-22. března 1938 tří mezinárodních rekordů, na dvoumístné variantě (Anderle-Franek) v rychlosti 171,559 km/h na okruhu 100 km, v dostupu 5 851 m v jednomístném letounu a v dvoumístném provedení (spolucestující E. Franek) dostoupal na 4 872 m. Dva výškové rekordy byly překonány o necelý rok později na německém letounu Siebel Si 202. Vývojem z E-114 vznikl i prototyp Praga E-117 (OK-PGH) s motorem Praga D a oproti E-114 aerodynamicky i technologicky vylepšen, který ale rovněž nebyl sériově vyráběn. V létě 1937 vévodil letoun "Praga Air Baby" československé expozici na Světové výstavě v Paříži, byl vystaven od 12. června i na III. národní letecké výstavě v Praze a koncem roku 1937 na tradičním pařížském aerosalonu.

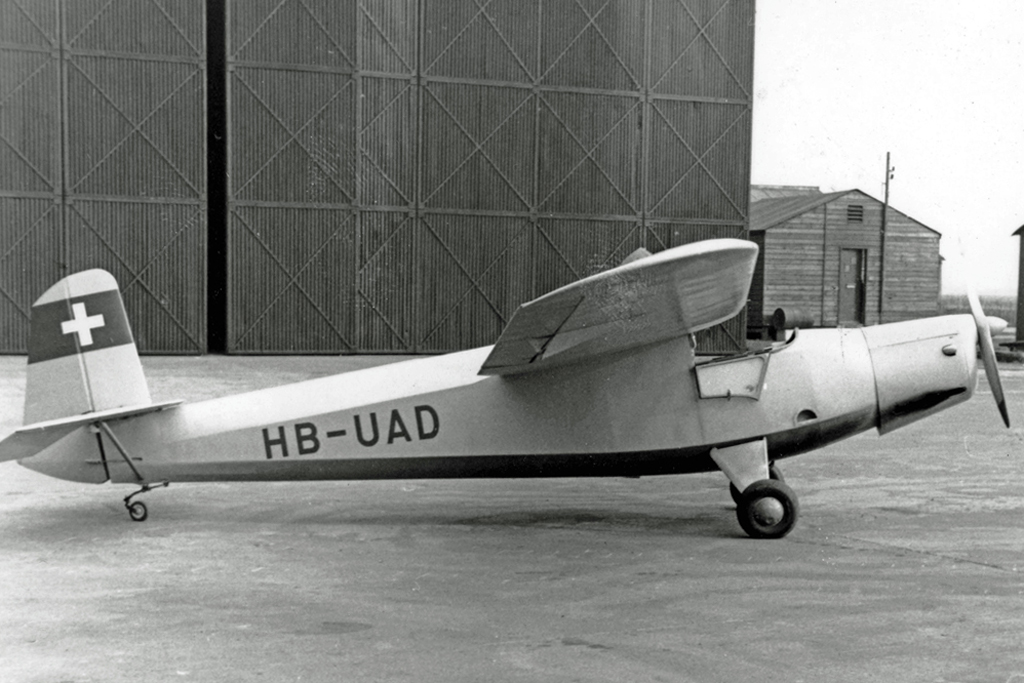
Praga E-114 Air Baby (HB-UAD), 8.3.1953

I za druhé světové války výroba E-114 v továrně Praga symbolicky pokračovala. V květnu 1941 bylo dodáno 9 letounů E-114 pro Slovenský stát.

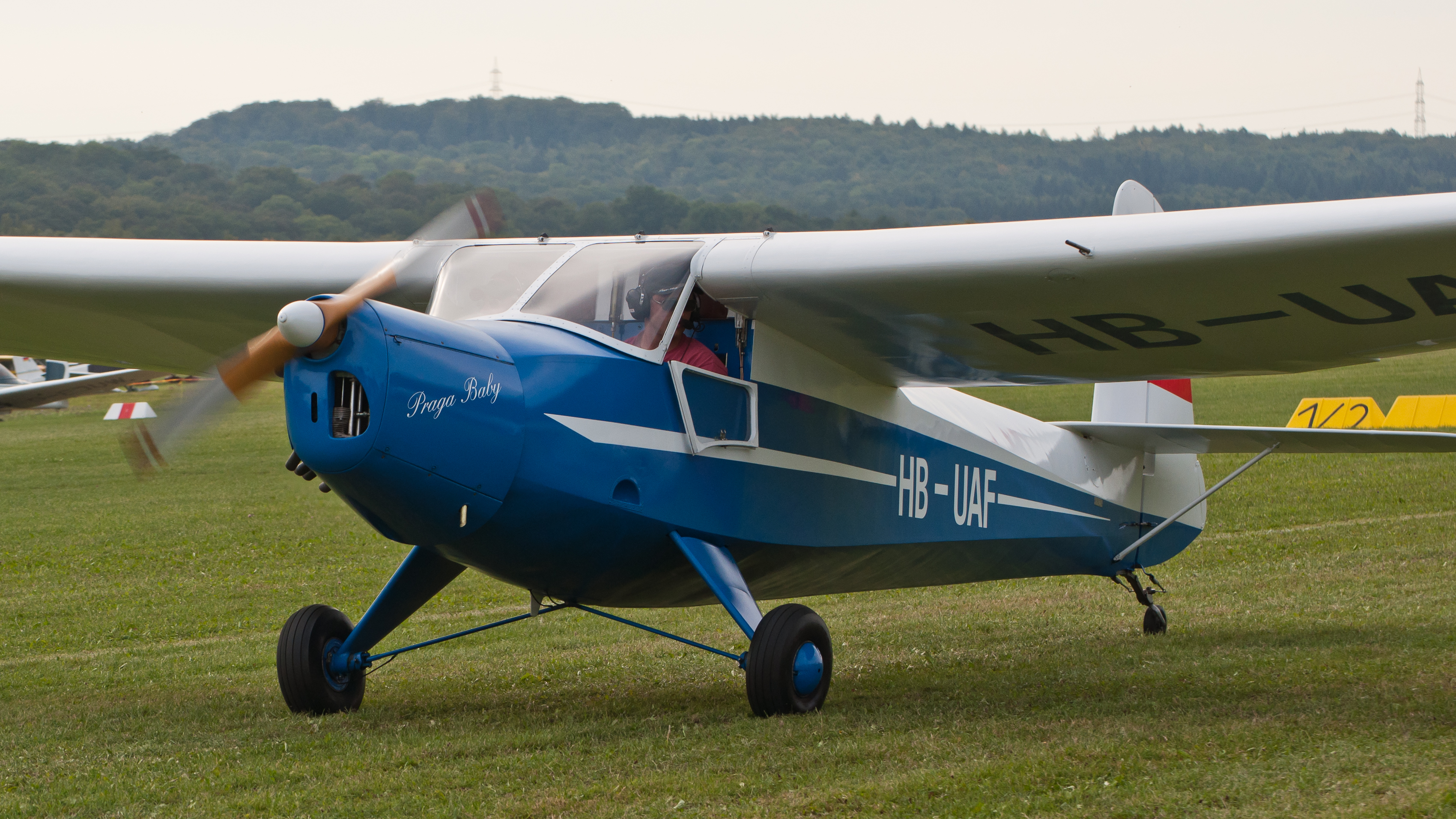
Praga E-114M Air Baby (HB-UAF)

Bombardováním libeňského areálu ČKD koncem války (25. března 1945) byl zničen archiv s výkresovou a výrobní dokumentací letadel Praga, takže při poválečné obnově výroby byla řada částí E-114 vyvíjena znovu a částečně se od předválečné verze lišila. Ve vnějších tvarech to byla zejména větší svislá ocasní plocha lichoběžníkového tvaru se zaobleným zakončením. Křídlo mělo pevnější kostru a dostalo větší úhel vzepětí. Zdokonaleno bylo i řízení a podvozková kola byla opatřena hydraulickými brzdami. Dne 14. září 1946 zalétal tovární pilot E. Foretník první poválečný typ E-114D (v. č. 101, OK-AFJ), který měl instalován čtyřválcový plochý motor (boxer) Praga D o jmenovitém výkonu 44 kW/60 k konstruktérů ing. Jaroslava Kruliše a ing. L. Skokánka. Měl novou SOP, ale původní křídlo a kabinový kryt. Druhý prototyp „déčka“ (OK-AFK) poprvé vzlétl 24. října 1946 s modernizovaným kabinovým krytem a záď trupu byla vybavena závěsem pro vlek kluzáku. Dne 20. ledna 1947 se dostal stejný stroj poprvé do vzduchu s novým křídlem o výraznějším vzepětí. Letoun E-114D byl poprvé vystaven na podzim 1946 na aerosalonu v Paříži.
Druhý poválečný typ E-114M (v. č. 104, OK-AFM) zalétaný 29. ledna 1947 (tento typ je vystaven v leteckém muzeu ve Kbelích v Praze) měl motor Walter Mikron III konstruktéra ing. Bohuslava Šimůnka, vzduchem chlazený čtyřválcový řadový invertní motor s rozvodem OHV o nominálním výkonu 47,8 kW/65 k a vzletovém 51,5 kW/70 k. Letoun E-114M byl poprvé vystaven v červenci 1947 na bruselském aerosalonu a ve švýcarském Grenchenu na 2. mezinárodním trhu letadel.
Poválečný export zahájilo deset „Air Baby“ do Francie, následovalo celkem sedm kusů pro Finsko objednané firmou Moni Tukku O/Y z Helsinek a tři do Itálie (I-BEBY, I-BOBY, I-BUBY). Poslední z těchto "italských" letounů, provozovaný aeroklubem Aero Club di Voghera (provincie Pavia) havaroval 30. března 1970. Výroba E-114 byla ukončena v roce 1949, protože po roce 1948 se zhoršily možnosti exportu a v Československu toto letadlo již nezapadalo do nové koncepce výcviku pilotů.

## Popis letounu
Jednomotorový lehký, sportovní samonosný hornoplošník celodřevěné konstrukce se dvěma sedadly vedle sebe, s pevným záďovým podvozkem a zakrytou kabinou osádky. Letoun se vyráběl s motory Praga B2 (s výjimkou jediného všechny stroje vyrobené před válkou a také ve dvou po válce vyrobených letounech OK-AFL v. č. 103 a OK-AFS v. č. 111), Praga D (jediný předválečný stroj — E-114.111/OK-PGF a menší část poválečné produkce) a Walter Mikron III (většina strojů vyrobených po válce).
Jako základní stavební materiál bylo použito dřevo. Křídlo letounu bylo z jednoho kusu i trup a svislé ocasní plochy byly celodřevěné s dýhovým potahem. Křídlo bylo uloženo přímo na vrchní straně trupu a bylo k němu upevněno čtyřmi závěsy. Křidélka a vodorovné ocasní plochy měly kostru svařenu z ocelových trubek a plátěný potah. Kabina letounu s překonstruovaným, odklopným krytem kabiny do definitivní podoby upravená v roce 1935, umístěná před křídlem umožňovala i tak dosti omezený výhled. Její průhledný strop byl do jedné třetiny hloubky křídla odklápěcí a dovoloval i tak dosti svérázný vstup i výstup do kabiny. Trup byl ze dřeva, zcela zadýhovaný. Za kabinou přecházel do šestihranného průřezu. Vyjímatelná duralová opěradla sedadel byla uzpůsobena pro vložení zádových padáků a byla opatřena na straně za kabinou velkými brašnami pro zavazadla. Kola podvozku sloužila jako stupátka. Samotný podvozek byl nízký, s koly o značném rozchodu. Kola byla odlita z elektronu a byla osazena pneumatikami 600x75 mm.
Čtyři páky k řízení motoru byly v dosahu obou pilotů před palubní deskou s obvyklými přístroji. Hasicí přístroj byl uložen na podlaze kabiny. Řídicí páky i pedály byly zdvojené. V případě potřeby byly v páky umístěné na pravé části kokpitu odnímatelné. Hluk motoru byl kabinou tlumen, takže dorozumívání obou členů posádky bylo snadné, což mělo velký význam nejenom při počátečním výcviku. Podvozek byl odpérován stlačovanými gumovými kotouči, uloženými v nápravách kol. Ostruha byla ocelová lisovaná pružina. Olejová nádrž byla umístěna pod kabinou v trupu. Spádová palivová nádrž byla baldachýnu křídla. Karburátor motoru byl napájen samospádem z palivové nádrže umístěné uvnitř křídla za posádkou.

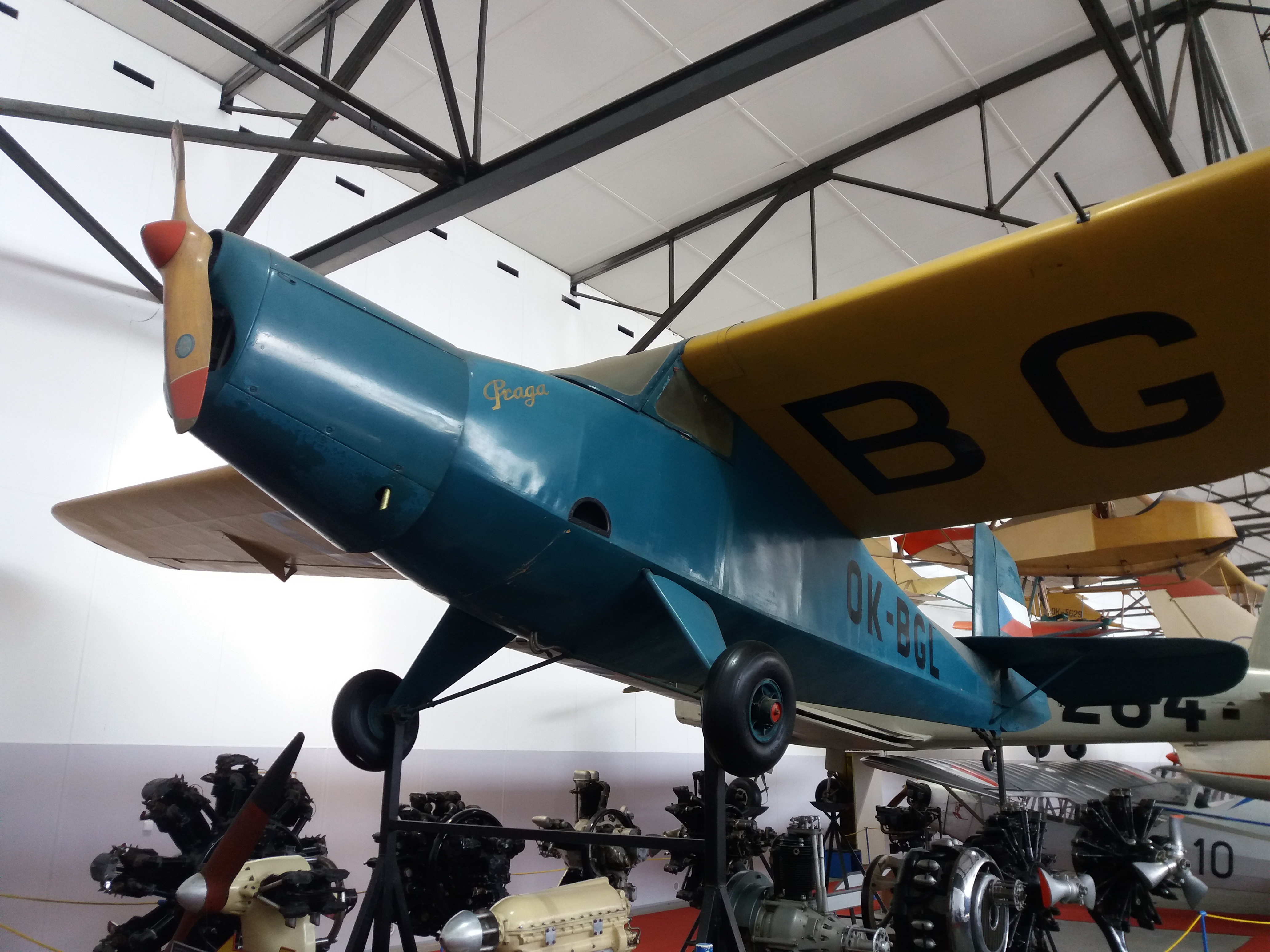
Praga E-114M Air Baby a Mikron III

Svislé ocasní plochy byly ze dřeva potaženy dýhou. Kýlová plocha byla provedena v jednom celku s trupem. Vodorovné ocasní plochy byly svařeny z uhlíkových ocelí a potaženy plátnem. Všechna kormidla byla velmi citlivá. Křidélka i výškové kormidlo byla vyvážena malými výběžky před osou otáčení. Stabilizační plocha byla řiditelná oběma piloty za letu a polohu kýlové plochy bylo možně měnit na zemi. Motor byl pro zmenšení čelního odporu pečlivě zakapotován prstencovým krytem, v němž byl ukryt i sběrač výfuku. Uspořádání a konstrukce sedadel, řízení, podvozku a ostruhy poskytovalo stejné přednosti jako u letadla Praga E 39. Letadlo provádělo snadno standardní akrobatické obraty. I z nechtěné vývrtky vycházel stroj snadno, jakmile pilot začal "vybírat".
Poválečné provedení se lišilo od předválečné verze kvůli "novému" vývoji (po likvidaci výkresů americkým náletem) v detailech. Ve vnějších tvarech to byla zejména větší svislá ocasní plocha lichoběžníkového tvaru se zaobleným zakončením. Křídlo mělo pevnější kostru a dostalo větší úhel vzepětí. Zdokonaleno bylo i řízení a podvozková kola byla opatřena hydraulickými brzdami.

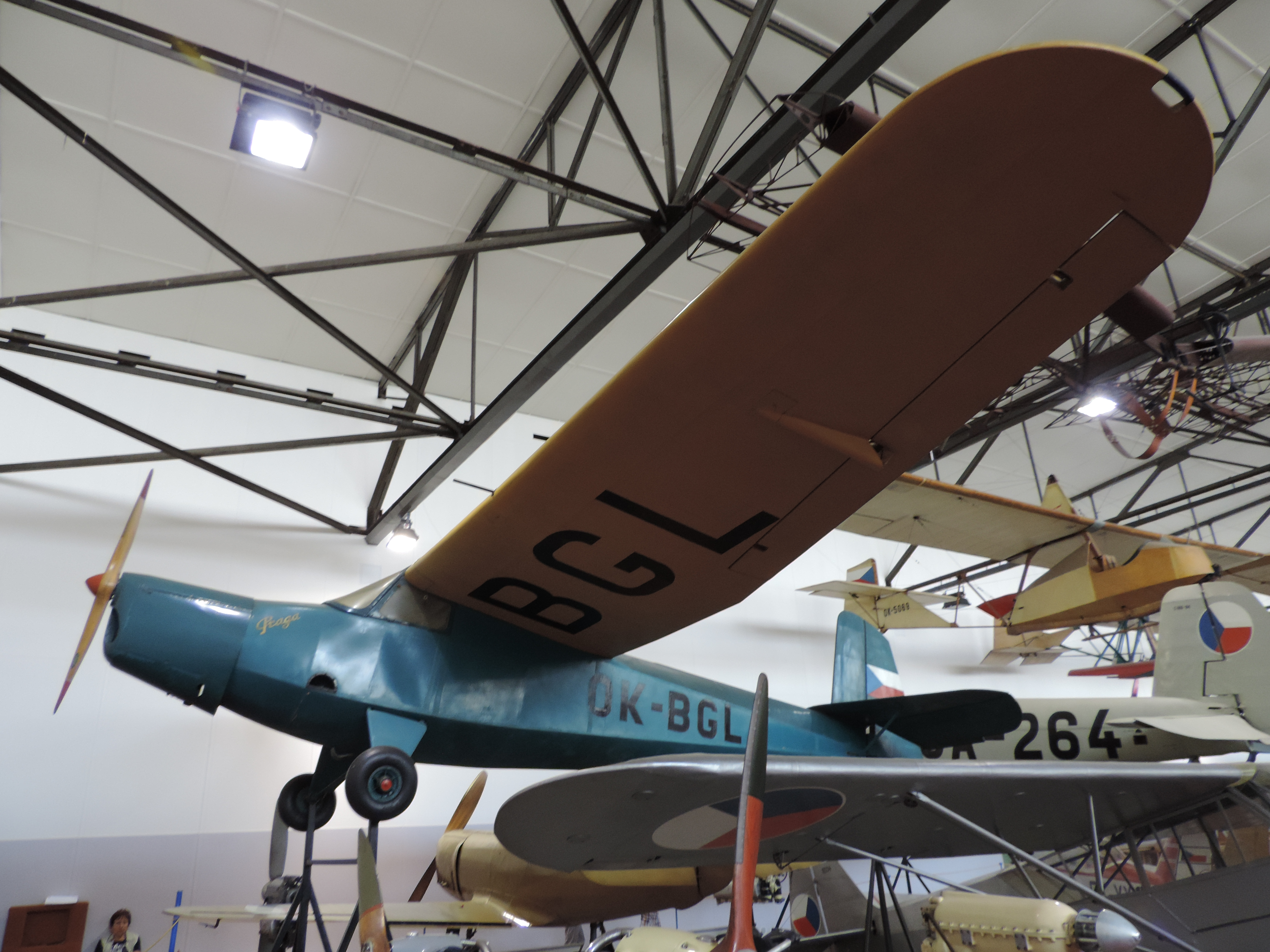
Praga E-114M Air Baby (OK-BGL), Letecké muzeum Kbely

## Použití
Letadla Praga E-114 byla v letech 1934-1939 postavena v počtu 54 pro tuzemské uživatele a další na export (Rumunsko, Velká Británie) a letoun od roku 1935 byl provozován v československých aeroklubech a v pobočkách Masarykovy letecké ligy. V československém leteckém rejstříku bylo imatrikulováno před válkou 39 strojů. Během částečné mobilizace v květnu 1938 a všeobecné mobilizace v září 1938 byly letouny E-114 zařazeny v kurýrních letkách československého letectva. V listopadu 1938 mělo MNO v evidenci 20 E-114.
Po 15. březnu 1939 byla všechna dostupná letadla rozdělena mezi Slovenskou republiku (Slovenské vzdušné zbraně a Slovenský letecký sbor) a nacistické Německo. Slovenská republika převzala v květnu 1941 dalších za války vyrobených 9 letounů E-114. Poslední "slovenská" E-114 byla zničena v březnu 1945. Luftwaffe zabavené E-114 byly používány jako kurýrní letouny a pro výcvik letového personálu. Většina "německých" E-114 byla vyřazena z provozu v roce 1942.
Po válce byla výroba obnovena. Letounů E.114D (s motorem Praga D) a E.114M (s Walterem Mikronem III) bylo vyrobeno více než 100. 
Celkem za celé období výroby bylo imatrikulováno v Československu 182 letounů. V letech 1934-1941 bylo vyrobeno v ČKD přibližně 100 letounů E-114B a jeden E-114D a ca licenčních 39 letounů ve Velké Británii. Po válce byly vyráběny v letech 1946-1947 ve verzích E-114B, E-114D a E-114M. S původním motorem Praga B2  byly po válce postaveny dva exempláře (E-114B), ve verzi E-114D ca 10 letounů a ca 90 ks ve verzi E-114M v karlínské Pragovce a 29 ks ve verzi M v Rudém Letovu. Za celé období výroby byly letouny vyexportovány do Finska, Francie, Íránu, Jižní Afriky, Itálie, Rumunska, Spojeného království a Švýcarska.

## Sportovní úspěchy
Již na konci září 1934 se prototyp E-114 (OK-PGA) účastnil Národního letu Republiky Československé s pilotem R. Smetanou a pozorovatelem ing. Františkem Zeleným. Přestože byli po většinu závodu ve vedení, zaolejovaná svíčka je však přinutila přistát v Karlových Varech a tak se museli spokojit s 11. místem. Začátkem září 1935 se posádka pilot Vojtěch Krč a pozorovatel Evžen Pištělák z Moravskoslezského aeroklubu úspěšně zúčastnila na Hvězdicovém letu Maďarském. V tomto letu zvítězili. Druhé místo obsadili (rovněž na E-114) kpt. Václav Fuksa s pozorovatelem dr. Janatkou, kteří reprezentovali ARČs. Ve dnech 13. až 15. září 1935 se konal druhý ročník Národního letu Republiky Československé, kde již E-114 obsadily prvních pět míst. Vítězství si odnesli nadporučík Jaroslav Polma a A. Korotvička (OK-PGB) před L. Elsnicem a J. Strejčkem (OK-LAH).
Mezinárodních úspěchů docílil v roce 1936 i v licenci stavěný letoun Hillson Praga. V květnu 1936, uskutečněný etapový let Londýn-Kapské Město 14 720 km ve 14 dnech, byl novým anglickým národním rekordem s letounem E-114 (G-ADXL). Vlastně se nejednalo o cíleně dosažený sportovní výkon, ale o přelet s prodaným letounem do Jižní Afriky. Toto v licenci vyráběné letadlo získalo v červenci 1936 v závodě 12 hod. města Angers (12 heures Angers) 5. místo pilotované francouzským pilotem Edouarden Garandem, Hillson Praga dosáhl v prvých třech hodinách letu průměru 168 km/h a byl nejrychlejším letounem v kategorii 2 l.
Posádka kpt. Václav Fuksa a ing. Václav Vlasák obsadila v únoru 1936 osmé místo na mezinárodní letecké rallye v Garmisch-Partenkirchenu. První dvě místa obsadili ve Hvězdicovém letu k XI. olympiádě v Berlíně letouny OK-IPN, kpt. Václav Fuksa a OK-MOL, npor. Jaroslav Polma. Ještě před Letní olympiádou kpt. Václav Fuksa s pozorovatelem ing. Havránkem vytvořili 21. června 1936 nonstop letem na trati Cheb-Vilno 1011 km dlouhé mezinárodní dálkový rekord, ale 27. srpna 1936 byl překonán výkonem (vzdálenost v přímé linii 1654 km, Praha-Moskva). Nový rekord vytvořili v kategorii letadel C kpt. Jaroslav Polma-kpt. František Zelený při průměrné rychlosti 115,2 km/hod. a spotřebě 8,5 l/100 km. Při mezinárodním hvězdicovém letu do Siofоku (III. letecká rallye) zvítězil letoun E-114 v soutěží 66 letadel a posádka škpt. Václav Fuksa-npor. Hejtmánek)  obdržela mimo I. ceny i pohár arcivévody Albrechta Rakouského.
V roce 1937 zvítězili v Přeboru československých pilotů vysokoškoláků ing.C. J. Vodvářka a ing.C. J. Beneš na E-114 (OK-MVA), stejný letoun vyhrál i v Hallerově západočeském okruhu 1937 s osádkou Vondráček a Hausman. Při mezinárodním hvězdicovém letu do Siofоku (III. letecká rallye) zvítězil letoun E-114 v soutěží 66 letadel a posádka škpt. Justin Ďurana-škpt. F. Dvořák. Škpt. Václav Fuksa-Emanuel Franek vytvořili 20. července 1937 mezinárodní rekord v rychlosti na 100 km okruhu, když dosáhli průměrné rychlosti 146,699 km/h, a také v rychlosti na 1000 km na okruhu s dosaženou průměrnou rychlostí 143,130 km/h. Slečna Marie Doubková s ing. Z. Svobodou na letounu E-114 (OK-BUD) obsadili 5. místo v Národním letu 1937 a ve své kategorii 2. místo. Marie Doubková následně vytvořila ženský, mezinárodní rekord ve třídě C s letounem E-114, když 29. listopadu 1937 na okruhu Praha-Nové Benátky-Říp-Praha dosáhla průměrné rychlosti 143,130 km/h.
V červenci 1938 škpt. Jaroslav Polma vykonal s letounem E-114.2 (OK-MOL) dálkový let Praha - Cařihrad (Instanbul) v délce 1 560 km, byť původním záměrem bylo doletět až do Bagdádu. Bouře nad Tureckem však přinutila pilota přistát v Instabulu. V závodě turistických letadel Kolem Malé dohody v září 1938 obsadil prototyp E-117 s novým motorem Praga D (OK-PGF) první místo v kategorii IA s osádkou Vojtech Krč a Josef Stehlík . Druzí na E-114 (také s motorem Praga D) v téže kategorii skončili Jan Anderle s Ondřejem Ullmanem (OK-PGF). To byl poslední závod, který se před druhou světovou válkou uskutečnil.
Poválečné sportovní úspěchy na sebe nenechaly dlouho čekat. V Mezinárodní letecké soutěži o stuhu města Zlína, která se konala od 9. do 11. května 1947, obsadila první místo Praga E-114D s osádkou Vladimír Šilhan a J. Suchý v konkurenci mnohem silnějších letounů. 24. května zvítězila E-114D (OK-BGA) s piloty Vladimírem Šilhanem a Františkem Syneckým v mezinárodní letecké rallye města Cannes. O den později stejná osádka i stroj převzala vázu prezidenta francouzské republiky za první místo v letecké soutěži v St. Etienne. V soutěži Letecký den a noc, která se uskutečnila 20. července 1947 na letišti v Ruzyni zvítězil v cílovém letu pilot Vladimír Kučera na E-114.

## Dochované exempláře

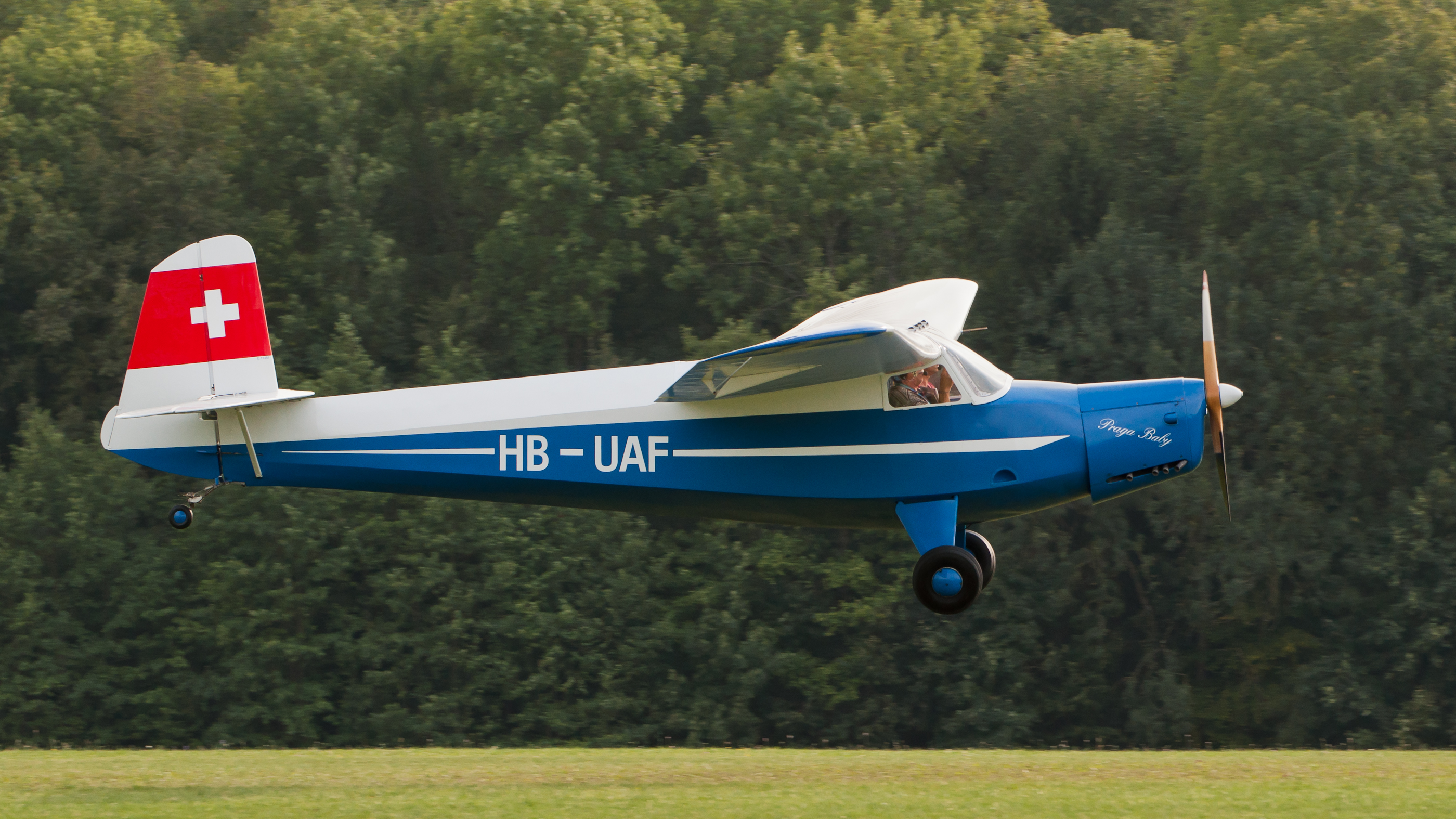
Praga E-114M Air Baby (výr. č. 119, HB-UAF ex OK-BGV), majitel Fritz Moser

Praga E-114 M, výr. č. 119, OK-BGV, F-BCSN, HB-UAF, OK-BGV
Tento dochovaný kus s nejnižším výrobním číslem byl vyroben v roce 1947 a 6. října 1947 byl zapsán do čs. leteckého rejstříku s imatrikulací OK-BGV (číslo zápisu 1469). Letoun byl určen na export a po zalétání v mateřském závodě byl vyvezen do Francie, kde byl provozován s imatrikulací F-BCSN. Následně se letoun dostal do Švýcarska, kde byl zaregistrován 7. června 1957 a obdržel imatrikulaci HB-UAF. V roce 2009 tato Praga prošla rekonstrukcí a poté navštívila i několik leteckých dnů v ČR. V roce 2021 byla nabízena k prodeji a následně byla zakoupena zpět do ČR. Od března 2022 se stala součástí sbírky Leteckého muzea na letišti Točná a opět ponese svou původní imatrikulaci OK-BGV.
Praga E-114, výr. č. 122, OK-BGQ, F-BCSQ, HB-UAD, OK-TAU 58
Letoun byl původně vyroben ve verzi M s motorem Walter Mikron III v roce 1947. Zápis do čs. leteckého rejstříku proběhl 11. září 1947 s imatrikulací OK-BGQ (číslo zápisu 1476). Po záletu byl taktéž exportován do Francie, kde létal s imatrikulací F-BCSQ až do roku 1952. Následně byl také dovezen do Švýcarska, kde obdržel imatrikulaci HB-UAD. V průběhu služby ve Švýcarsku došlo i k výměně motoru a letoun obdržel neoriginální motor Continental/Rolls-Royce C 90. Od roku 1987 letoun dále nelétal a byl uložen.
Letoun byl posléze v poškozeném a neúplném stavu odkoupen zpět do ČR a v roce 2009 započala jeho rekonstrukce. V jejím průběhu byl letoun osazen dvouválcovým motorem Praga B2, a fakticky tak došlo na přestavbu do podoby verze E-114 B. Po rekonstrukci byl letoun zaregistrován v kategorii ELSA pod správou Letecké Amatérské Asociace ČR a obdržel imatrikulaci OK-TAU 58. Zálet se uskutečnil 22. července 2015 a veřejnosti byl stroj poprvé představen na Dni letiště Letňany 5. září 2016.
2. července 2017 došlo po vzletu k vysazení motoru a letoun byl při nouzovém přistání značně poškozen. Nyní probíhá jeho oprava a je plánovaná další přestavba na verzi E-114 D se čtyřválcovým motorem Praga D.
Praga E-114 M, výr. č. 125, OK-BGL
Tento exemplář byl vyroben koncem roku 1947 a do čs. leteckého rejstříku byl zapsán 20. února 1948 (číslo zápisu 1645). Majitelem se stal Aeroklub ČR a jako domovský přístav je uvedeno Brno. Výmaz z rejstříku byl proveden v roce 1957. Poté se stroj dostal do leteckých sbírek Národního technického muzea v Praze, kde byl v roce 1965 renovován. Později byl zapůjčen do expozice Leteckého muzea VHÚ a v roce 1993 byl zde převeden nastálo.

## Specifikace

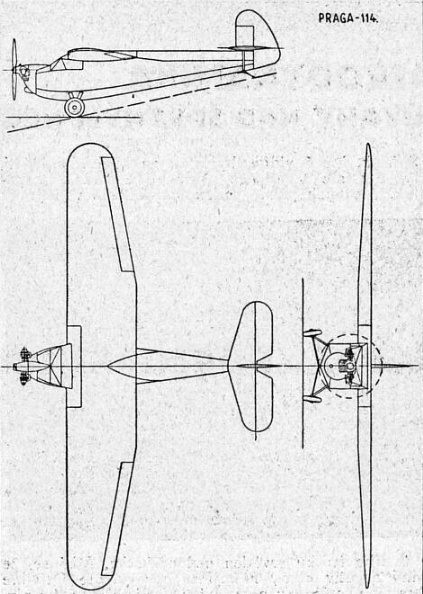
Praga E-114, skica (Letectví, October 1934)

Údaje dle

### Technické údaje
| Typ                             | E-114B             | E-114D             | E-114M             |
| ------------------------------- | ------------------ | ------------------ | ------------------ |
| Rok zavedení                    | 1934, 1946         | 1936, 1946         | 1946               |
| Posádka                         | 2                  | 2                  | 2                  |
| Rozpětí (m)                     | 11,00              | 11,00              | 11,00              |
| Délka (m)                       | 6,60               | 6,60               | 7,12               |
| Výška (m)                       | 2,60               | 2,60               | 2,60               |
| Nosná plocha (m2)               | 15,25              | 16,20              | 16,20              |
| Plošné zatížení (kg/m2)         | 32,1               | 36,2               | 34,0               |
| Hmotnost prázdného letounu (kg) | 290                | 330                | 350                |
| Vzletová hmotnost (kg)          | 490                | 560                | 580                |
| Typ motoru                      | Praga B2           | Praga D            | Mikron III         |
| maximální výkon motoru          | 34 kW/46 k         | 55 kW/75 k         | 52 kW/70 k         |
| nominální výkon motoru          | 31 kW/42 k         | 44 kW/60 k         | 48 kW/65 k         |
| Vrtule                          | dvoulistá, dřevěná | dvoulistá, dřevěná | dvoulistá, dřevěná |

### Výkony
| Označení typu                 | E-114B           | E-114D            | E-114M          |
| ----------------------------- | ---------------- | ----------------- | --------------- |
| Max. rychlost při zemi (km/h) | 148              | 150               | 185             |
| Cestovní rychlost (km/h)      | 115              | 120               | 165             |
| Přistávací rychlost (km/h)    | 60               | 73                | 65              |
| Dolet (km)                    | 500              | 730               | 800             |
| Dostup (m)                    | 3500             | 4300              | 4100            |
| Stoupavost                    | 10 min do 1000 m | 6,6 min do 1000 m | 7 min do 1000 m |